# Karbala (province)
Pour la ville, voir Kerbala.
La province de Karbalâʾ est une des 19 provinces d'Irak.

## Histoire
Le 10 octobre 680, la bataille de Karbalâʾ entre Husayn et le calife Yazid entraine la mort d'Husayn et la construction du mausolée devenu le plus important centre de pèlerinage chiite. Un grand nombre de chiites d'Iran, d'Afghanistan et du Pakistan se déplacent pour visiter ce mausolée. 
En avril 1802, une armée de 12 000 militaires Wahhabites occupe Karbalâ' et tue 4 000 habitants.
En mars 2004, plus de 110 personnes trouvent la mort durant la commémoration d'Achoura à cause d'un attentat contre la mosquée d'Husayn.

## Géographie
La province est à 99 % arabe et à 99.99 % chiite.
Le climat y est chaud (jusqu'à 50 °C en été et plus de 19 °C en hiver) et une partie de la province est située dans le désert de Syrie.

## Districts
| District     |           | Capitale     |           |
| ------------ | --------- | ------------ | --------- |
| Karbala      | كربلاء    | Kerbala      | كربلاء    |
| Ayn at-Tamur | عين التمر | Ayn at-Tamur | عين التمر |
| Al-Hindiya   | الهندية   | Al-Hindiya   | الهندية   |

### Sources
- (en)/(de) Cet article est partiellement ou en totalité issu des articles intitulés en anglais « Karbala Province » (voir la liste des auteurs) et en allemand « Karbala (Gouvernement) » (voir la liste des auteurs).